# Confiança Fatal
Fatal Trust (br/pt: Confiança Fatal) é um filme de drama, mistério e suspense norte americano, produzido pelo canal Lifetime e estrelado por Amy Jo Johnson. Ele foi dirigido por Philippe Gagnon e teve suas filmagens realizadas em Montreal no Canadá. O filme mostra a história de Kate Ryder, uma secretária que tenta recomeçar sua vida em uma pequena cidade, mas que se vê em risco quando passa a trabalhar para um estranho médico, cujo pacientes vem morrendo de forma misteriosa.

## Sinopse
Depois de seu marido morrer devido a um paciente psiquiátrico descontrolado, Kate Ryder (Amy Jo Johnson) volta com o filho Sam, para a cidade onde cresceu e estudou. Ela pretende morar com sua irmã, Jessica (Carol Alt), que agora é dona de uma loja de café local. Kate reencontra seu antigo namorado Tom (Paul Popowich) e eles sentem que podem recuperar seu antigo relacionamento. Embora Kate tenha se mudado para morar na casa de sua irmã, ela sente a necessidade de um emprego fixo, já que sua irmã, pode ajudar a cuidar de seu filho. Ela, por acaso, descobre que a recepcionista do renomado médico local, Dr. Mark Lucas (David Jones), morreu repentinamente de um ataque cardíaco. Kate então se candidata para o trabalho de secretaria e acaba assumindo a função em pouco tempo. Tudo estava indo bem para Kate, até suas suspeitas serem despertadas pelo comportamento bastante secreto do médico. Quando um motorista de táxi avisa Kate que o Dr. Mark Lucas não é confiável, ela começa a juntar peças e se vê próxima a histórias macabras envolvendo gotas de veneno de cobra, e pacientes morrendo misteriosamente.

## Elenco
- Amy Jo Johnson como Kate Ryder
- David Haydn-Jones como Dr. Mark Lucas
- Carol Alt como Jessica
- Paul Popowich como Tom
- Nigel Bennett como Samuel Ryder
- Lorne Brass como Xerife Cooper
- Frank Fontaine como Harry Goodman
- Mary Morter como Senhora White
- Charles Bender como Deputado Bailey

## Lançamento
Fatal Trust teve sua estreia com exclusividade no canal Lifetime americano em 7 de Dezembro de 2006. Seu lançamento em DVD ocorreu em 27 de fevereiro de 2007 na Europa e Ásia. A Lifetime não lançou o filme em home vídeo para o publico norte americano, colocando-o a venda em Video on demand. No Brasil, o filme teve sua estreia em 2010, através do canal Canal Viva, da Globosat, como atração do Sessão Viva.

## Controvérsia
Quando anunciada sua estreia e suas primeiras imagens através da página oficial do Lifetime, muito se especulou que o filme havia sido baseado no livro de mesmo nome escrito por M. E. Cooper e publicado em 2000. O diretor Philippe Gagnon então revelou que o filme não é baseado em livro algum, mas em um caso real. O site Examiner publicou que o filme é inspirado no caso verídico do médico britânico Harold Shipman, apelidado por grande parte da imprensa britanica como "Doutor Morte". De acordo com registros do tribunal de 2000, o Doutor Harold Shipman foi acusado de provocar a morte de um número aproximado de 200 pacientes ao longo de anos. Em 2004, ele foi considerado culpado de assassinato e condenado a prisão perpetua, de acordo com a BBC News. Em 2004, ele foi encontrado enforcado por lençóis em sua cela na prisão. Assim como na história do filme, dentre os primeiros que suspeitaram do médico estava um motorista de taxi e de forma semelhante ao filme, foi uma mulher a responsável por conseguir levar Harold Shipman a prisão.